# 維奧勒特希爾鎮區 (阿肯色州伊澤德縣)
維奧勒特希爾鎮區（英語：Violet Hill Township）是位於美國阿肯色州伊澤德縣的一個行政鎮區。

## 地方資料
維奧勒特希爾鎮區的面積為50.81平方千米，當中陸地面積為50.81平方千米，而水域面積為0.00平方千米。根據2010年美國人口普查的數據，當地共有人口350人，而人口密度為每平方千米6.89人。